# Thomas George Montgomerie
Thomas George Montgomerie (ur. 1830, zm. 1878) – brytyjski wojskowy w stopniu podpułkownika. Brał udział w pomiarach geodezyjnych w Indiach Brytyjskich w latach 50. XIX wieku. To on ponumerował najwyższe szczyty zaczynając od Maszerbrum i dalej kolejno na wschód. W ten to sposób Maszerbrum to K1, Czogori to K2 (jedyny szczyt, który jest bardziej znany pod oznaczeniem literowym niż miejscową nazwą), Broad Peak to K3, Gaszerbrum II to K4 i tak dalej. W oznaczeniach szczytów „K” jest skrótem od Karakorum.
Pomimo trudności w badaniu Karakorum, wyliczenia wysokości poszczególnych szczytów okazały się dość trafne. Wysokości podane przez badaczy z XIX wieku nie różnią się wiele od wysokości podawanych dzisiaj.
Montgomerie bardzo chciał objąć zasięgiem badań terytorium Tybetu, który nie był częścią Imperium brytyjskiego, ponadto jego granice były zamknięte dla cudzoziemców. Brytyjczyk wynajął więc i wyszkolił Hindusów, którzy przebierali się za Tybetańczyków i przekraczali granicę z Tybetem. Przebierańcy ci byli nazywani „Pundit”.